# Paolo et Francesca (Ingres)
Pour les articles homonymes, voir Paolo et Francesca (homonymie).
Paolo et Francesca est une série de tableaux peints par Jean-Auguste-Dominique Ingres entre 1814 et 1850, dont il reste au moins sept tableaux et de très nombreux dessins, dont un dessin préparatoire conservé au musée du Louvre à Paris. 

## Histoire
Le premier tableau de la série est commandé à Ingres par Carolina Murat en 1814. Cette version de l'œuvre est ensuite achetée par Henri d'Orléans (1822-1897), duc d'Aumale, en 1854 et est donnée au musée Condé de Chantilly en 1886, pour entrer ensuite dans les collections en 1897,. 
Il s'agit du premier tableau d'Ingres acquis par le collectionneur, mais aussi le premier à être présenté au public anglais lors d'une exposition organisée par une galerie de Pall Mall à Londres en 1854.

## Sujet
Le sujet de ces différents ouvrages est l'histoire de Paolo et Francesca racontée dans l'Enfer, chant V, le premier cantique de la Divine Comédie de Dante Alighieri. 
À partir de la fin du XVIIIe siècle, l'iconographie privilégie le moment où les deux amants découvrent leur passion alors qu'ils lisent le récit de l'amour adultère de Lancelot du Lac pour Guenièvre et sont surpris par le mari. Cet épisode connait alors un retentissement particulier à Rome. Ainsi, le sculpteur anglais John Flaxman, qui y est installé, exécute en 1792 pour Thomas Hope cent neuf dessins illustrant La Divine Comédie, dont Ingres s'est peut-être inspiré. 
Au début du XIXe siècle, les artistes privilégient l'émotion engendrée par l'histoire d'amour des deux amants ; Francesca devient l'héroïne de l'amour. Felice Giani dessine alors la scène dans un environnement néogothique, où Francesca est vêtue selon la mode Empire et Gianciotto comme les nobles du Cinquecento. 
Entre 1811 et 1813, le diplomate Alexis-François Artaud de Montor, qui a par ailleurs l'une des collections de primitifs italiens les plus célèbres de l'époque, publie une nouvelle traduction en prose de La Divine Comédie, la rendant plus accessible. En 1812, Marie-Philippe Coupin de La Couperie présente au Salon une toile intitulée Les Amours funestes de Françoise de Rimini et de Paolo Malatesta. Au même Salon, Sophie Janinet expose une suite de cents gravures et dessins inspirés par les poèmes de Dante. Ingres, qui gravite dans leur entourage, y trouve ainsi le sujet de son second tableau d'histoire destiné à la reine de Naples.

## Description
Paolo Malatesta est représenté alors qu'il tend la main pour embrasser sa belle-sœur, Francesca da Rimini, qui rougit et laisse tomber le livre qu'elle tenait. La plupart des peintures montrent les deux amants surpris par le mari de Francesca, Gianciotto Malatesta, tenant l'épée avec laquelle il va les tuer.
Le poète français Théophile Gautier a déclaré que l'élan de Paolo vers la femme qu'il aime est comme celui d'un « oiseau amoureux ». La robe rouge portée par Francesca symbolise l'amour passionné qui la conduira, avec Paolo, à la mort.

## Analyse
Cette série de peintures constitue, avec Raphaël et la Nièce du cardinal Bibbiena de 1813, l'un des premiers essais d'Ingres dans la peinture dite de style troubadour. Il recherche attentivement à faire revivre des personnages du Moyen Âge dans leur contexte, comme en témoignent ses esquisses et études.

### Version conservée au musée Condé (1814)
La composition picturale est extrêmement rigoureuse, avec les lignes de fuite du tapis qui donnent une grande profondeur à la pièce et le corps de Paolo qui suit la diagonale qui sépare la scène en deux. Les deux amants occupent la partie gauche tandis que Gianciotto figure dans la partie droite. Le fond est réduit à l'essentiel, avec une rosette dans la partie supérieure.
La mise en scène de l'histoire, la sobriété du décor et la sinuosité des lignes reprennent l'eau-forte de Flaxman par Tommaso Piroli de 1802, qui habitait au 34 Via Gregoriana où Ingres emménage en 1814.
Ingres choisit de peindre une peinture d'histoire pour Caroline Murat, genre pour lequel elle a marqué un intérêt précoce et qu'elle encourage. Il peint sur un support en bois de chêne à la manière des primitifs.
Après avoir remis le tableau à la reine de Naples, Ingres conserve toutes ses notes et ses croquis. Il peint sur toile quelques années plus tard, une version quasiment identique, qui appartint au graveur Alexandre Courtabœuf, Prix de Rome en gravure en 1898, puis à Henry Lapauze, avant d'être achetée en 1954 par le Barber Institute of Fine Arts à Birmingham.
En hommage, Ingres offre en 1816 un lavis d'encre réhaussé d'or à Artaud de Montor, dont la composition reprend celle de la version du musée Condé, avec quelques variantes dans le choix du mobilier. Les deux amants sont assis sur deux escabeaux de style Renaissance, et non plus sur un banc, la paroi est revêtue d'une tenture aux motifs végétaux et le tapis est remplacé par un sol carrelé.

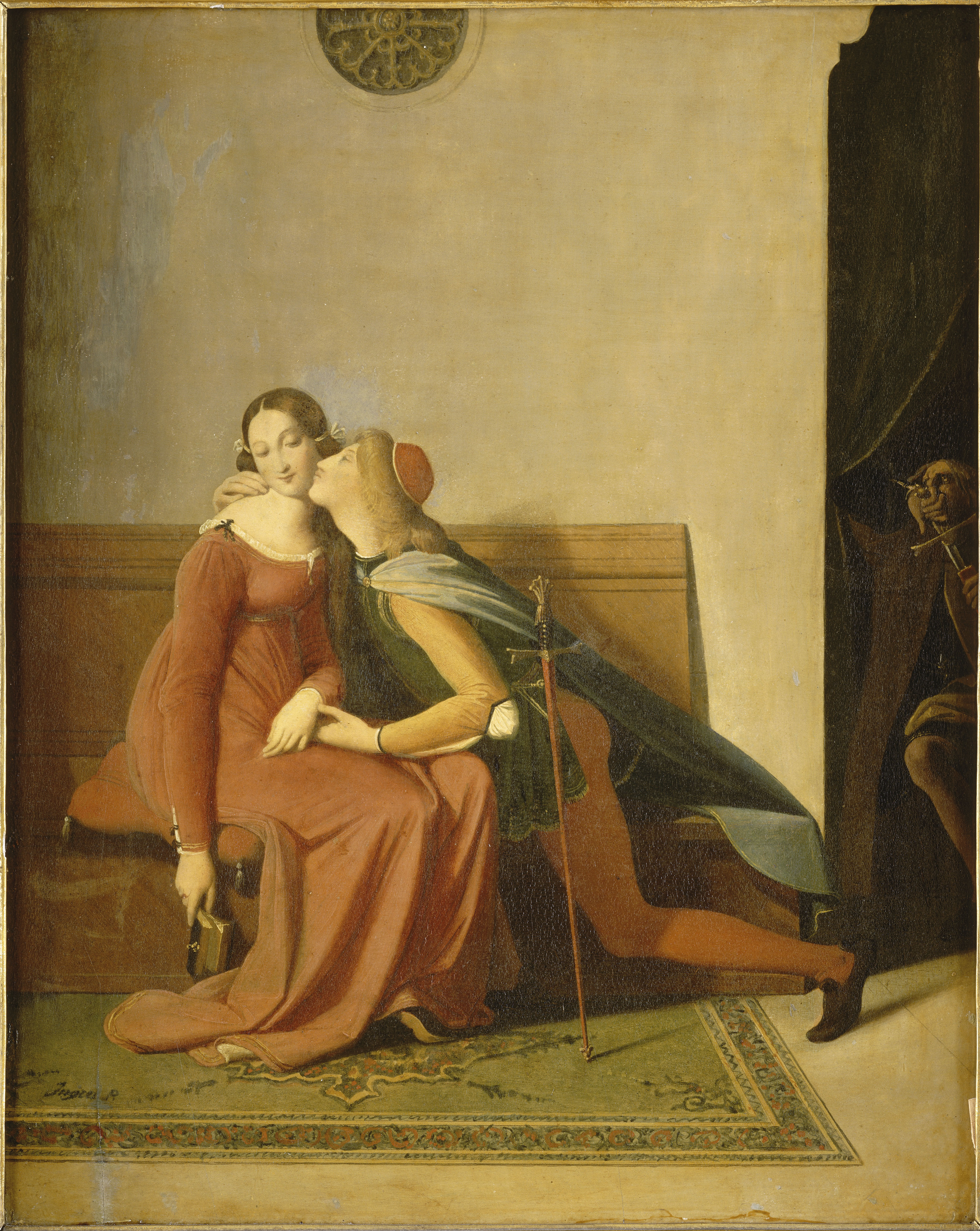
Version du musée Condé, 1814.
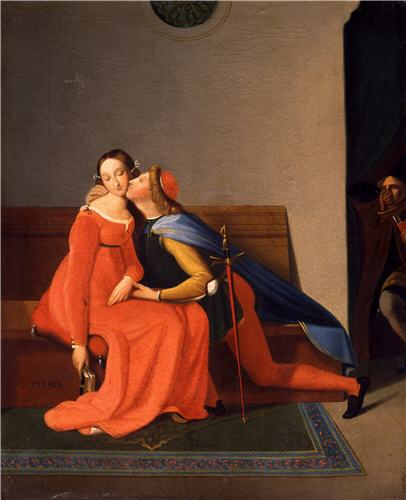
Version du Barber Institute of Fine Arts, 1814-1820.
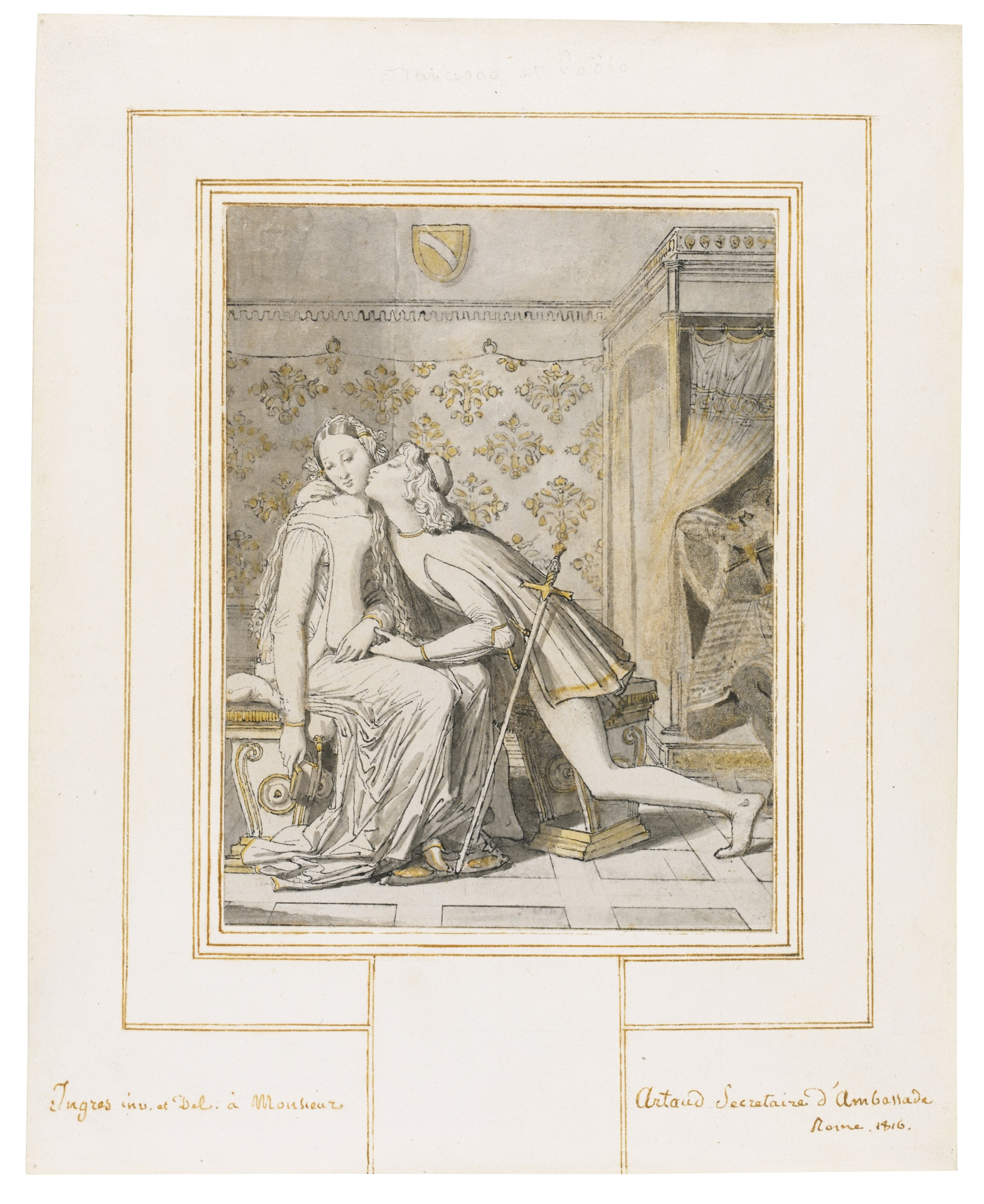
Lavis d'encre de 1816, collection privée.

### Version conservée au musée des Beaux-Arts d'Angers
La version aujourd'hui conservée au musée des Beaux-Arts d'Angers a été commandée par le comte Amédée de Pastoret pour la Société des amis de l'art à Paris. Il rejette par la suite l'œuvre, qui est achetée par le peintre Lancelot-Théodore Turpin de Crissé. Le tableau est donné au musée après la mort de Turpin, sous forme de legs, avec son cadre troubadour dessiné par Claude-Aimé Chenavard.
Des sept versions connues, cette version est considérée comme la plus aboutie, du fait notamment des déformations que l'artiste fait subir à la figure de Paolo, dont le gonflement du cou, qui rappelle un détail qui se trouve dans une autre toile d'Ingres, Jupiter et Thétis. La frontalité du motif, le traitement des détails mobiliers et vestimentaires, font référence de façon évidente à la peinture de la Renaissance nordique. La rigoureuse perspective des parois à carreaux de la salle reprend la fresque de Masolino da Panicale, La Dispute de sainte Catherine, dans la basilique Saint-Clément-du-Latran.

### Version conservée au musée Bonnat-Helleu à Bayonne (vers 1846)

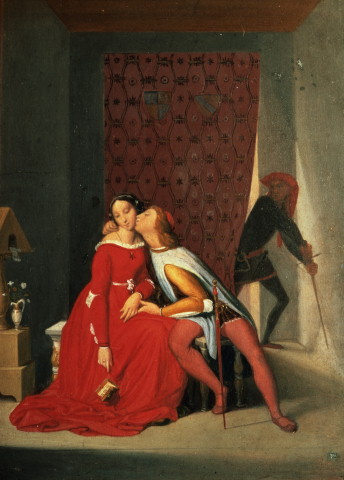
Version du musée Bonnat-Helleu à Bayonne.

Ingres garde pour lui la réplique qu'il fait de la version de 1819 vers 1846. Elle est peinte sur bois, plus petite que les autres versions, conçue dans une pièce dépouillée, éclairée à droite par l'entrée de Giancotto et à gauche par le soleil sur un lutrin et un vase. Paolo est assis de face, tournant complètement sur buste pour embrasser Francesca, dans une pose plus articulée.
La seconde épouse du peintre, Delphine Ramel, vend le tableautin à Léon Bonnat, qui acquiert aussi le dessin préparatoire.

### Dernières versions
Dans les trois dernières versions connues, Paolo et Francesca sont peints à mi-corps dans un cadrage plus resserré sur un fond très sombre.
La première est conservée dans la collection Hyde à Glens Falls, la deuxième au musée Soumaya à Mexico, et la dernière dans une collection particulière.²

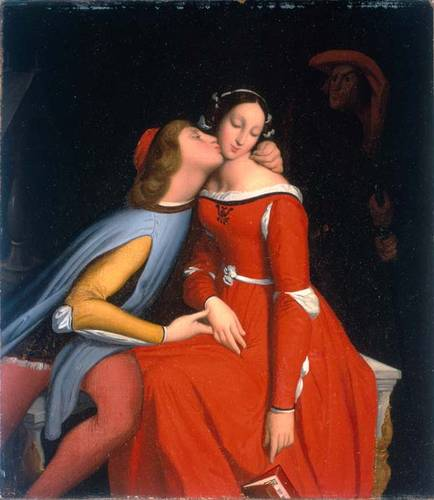
Version du musée Soumaya.
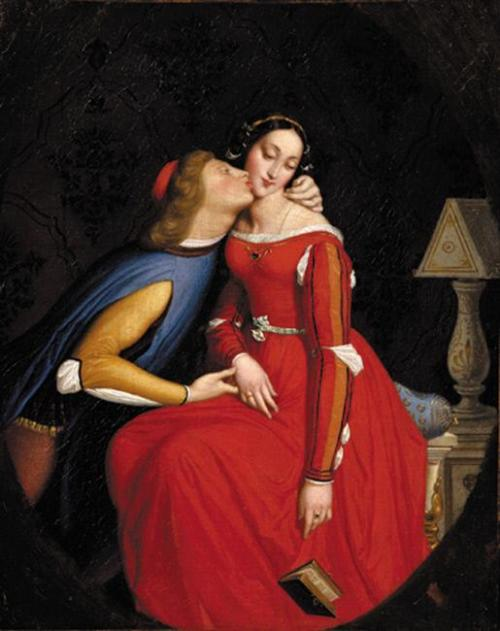
collection privée, 1855